# Dariusz Piernikarski
Dariusz Piernikarski (ur. w 1965 w Lublinie) – polski dziennikarz motoryzacyjny, redaktor naczelny miesięcznika Samochody Specjalne (od stycznia 2006 roku, kiedy to zastąpił na tym stanowisku Macieja K. Mazura).
W 1989 r. ukończył Politechnikę Lubelską, w specjalności „Samochody i ciągniki” kierunku „Mechanika i budowa maszyn”. Na tym samym kierunku uzyskał też w 1996 r. stopień doktora nauk technicznych.